# Vodní elektrárna Angiquinho
Vodní elektrárna Angiquinho (portugalsky Usina Hidrelétrica de Angiquinho) je unikátní vodní dílo na stěně vodopádů Paulo Afonso na řece São Francisco v Brazílii. Je po elektrárně Marmelos druhou nejstarší vodní elektrárnou v Brazílii a nejstarší vodní elektrárnou na severovýchodě země.

## Všeobecné informace
Suchá krajina bez rozvinutého průmyslu v okolí vodopádů Paulo Afonso přilákala na začátku 20. století pozornost plukovníka Delmiro Gouveiy. Delmiro Augusto da Cruz Gouveia byl jedním z hlavních strůjců brazilské industrializace. Po úspěšném otevření prvního obchodního domu v Brazílii v městě Recife získal nejen zasloužený věhlas, ale i potřebné kontakty. Po získání potřebných povolení k nakládání s vodami i příslušných statků vypracoval projekt na stavbu vodní elektrárny, potřebného rozvodného systému i odběratelské základny.

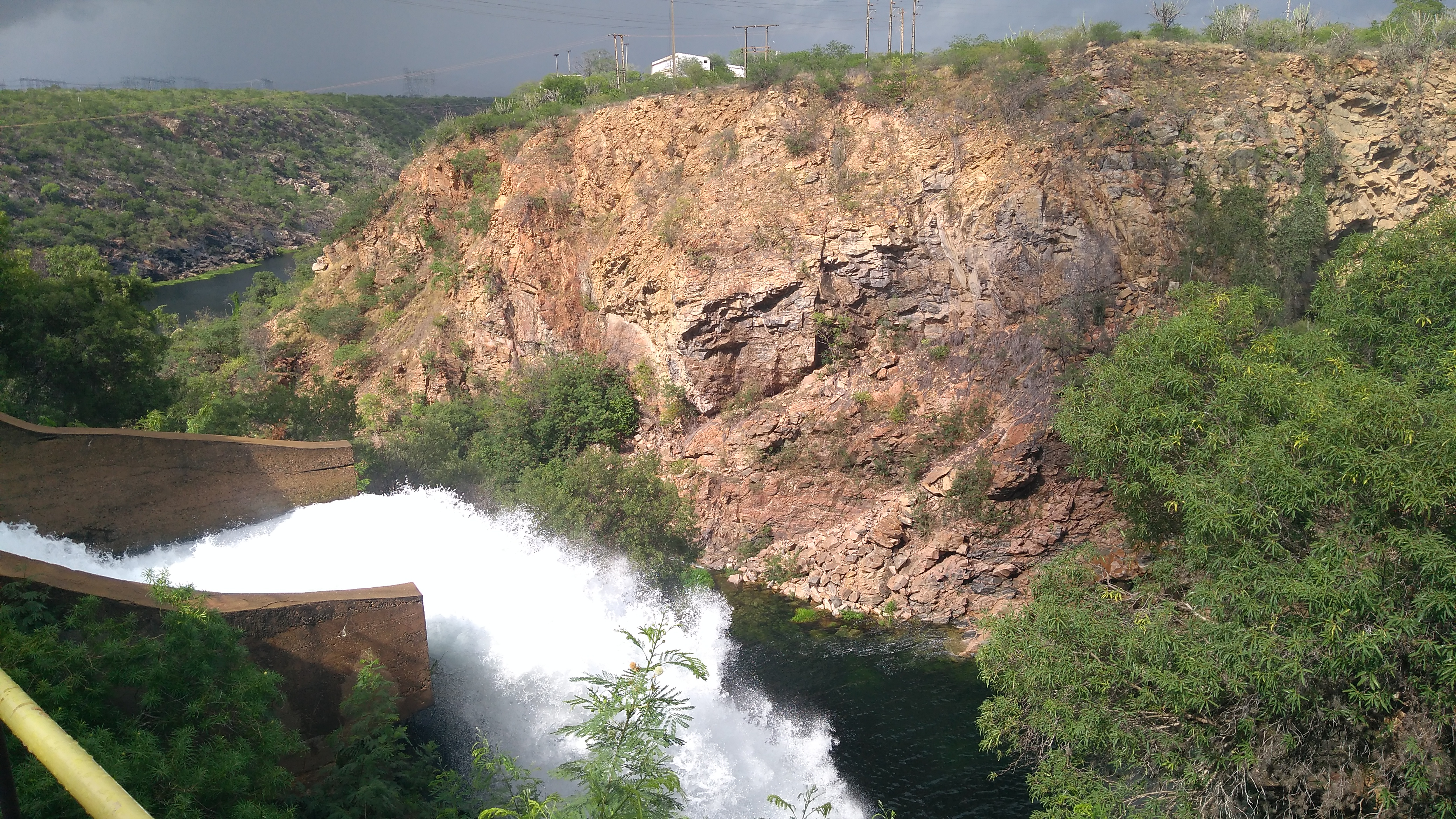
Historický přeliv při oživení vodopádů

Stavba elektrárny proběhla v letech 1911 až 1913. Elektrická energie byla přenášena do 24 km vzdáleného města Pedro (dnes Delmiro Gouveia ). V tomto sídle pomocí elektrické energie vybudoval největší výrobnu šicích nití v Jižní Americe, která produkovala 200 000 ampulí šicích nití denně, hluboko pod cenami anglických výrobců. Tento úspěch byl později pravděpodobnou příčinou jeho násilné smrti v roce 1917. Vzhledem k exotičnosti objektu je rozšířena nepodložená legenda o úkrytu největšího bandity na severovýchodě Brazílie, známého pod přezdívkou Lampião.
Elektrárna byla postavena na levém břehu vodopádů. Voda byla kamenným korytem přivedena nad útes a odtud vedena potrubím skalní průrvou do strojovny, umístěné 30 m nad dolní hladinou. Jako poradce Gouveia pozval italské a francouzské inženýry. V kraji je rozšířena legenda, podle které se evropští specialisté odvážili do výtahu z provazů pouze pod hrozbou zbraně v rukách Delmira Gouveiy. Později ke strojovně vedlo točité ocelové schodiště podél kolmé stěny, které je součástí díla dodnes.
Ve strojovně jsou instalovány tři turbosoustrojí firmy Brown, Boveri & spol., jejichž generátory poskytovaly 175, 450 a 625 kVA.
Na začátku 21. století se zde za významných investic buduje muzeum vodní energetiky a industrializace Brazílie, poskytující návštěvníkům i pohledy na vodopády. Rostoucí zájem je i nadějným popudem pro jednání o minimálním zaručeném průtoku na vodopádech.